# Pastorale 67
Pastorale 67 ist ein Hörspiel von Otto Heinrich Kühner aus dem Jahr 1967. Es entstand auf ein Preisausschreiben desselben Jahres hin, das deutsche Schriftsteller aufforderte, dem Landleben des „Bauern in der Industriegesellschaft“ ein neues literarisches Gesicht abseits von Romantisierungen und Blut-und-Boden-Mythisierungen in früheren Werken wie Brot (1930) zu geben. 

## Inhalt, Aufbau
Das Hörspiel hat den Tagesablauf eines Dorfes vom frühen Morgen bis zur späten Nacht zum Gegenstand. Dieser wird mit Beethovens 6. Sinfonie „Pastorale“ kontrapunktiert – man vergleiche mit den Satzüberschriften.
Kühner verwendet dabei die gleichen Mittel wie Dylan Thomas in seinem berühmten Werk Unter dem Milchwald. Das führt zu einer notwendigen Distanzierung zu den üblichen Klischees  und schafft auf der anderen Seite eine außerordentliche Nähe zu den dargestellten Personen. Das Hörspiel zeichnet sich durch Humor, Poesie und eine genaue Kenntnis ländlicher Begriffe aus.

## Angaben zur Produktion
- Produzent: NDR
- Erstsendung: 29. November 1967, NDR
- Abspieldauer: 87' 30"
- Tonträger vorhanden.

Mitwirkende:
- Horst Bollmann: Erzähler
- Horst Frank: Schriftsteller
- Carl Lange: Pfarrer
- Jo Wegener: Frau Pfarrer
- Friedrich Wilhelm Timpe: Student
- Erich Uhland: Lehrer
- Peter Frank: Notar
- Horst Michael Neutze: Bürgermeister
- Werner Riepel: Singer
- Otto Lüthje: Dittus
- Gerda Schöneich: Frau Unmut
- Michael Harck: Axel, ihr Sohn
- Benno Sterzenbach: Vetter
- Marga Maasberg: Frau Vetter
- Brigitte Bergen: Martina
- Hartmut Reck: Dieter
- Friedrich Schütter: Kugel
- Manfred Steffen: Mack
- Ingrid von Bothmer: Frau Mack
- Karl-Heinz Kreienbaum: Essig
- Horst Beck: Hederer
- Karl-Heinz Gerdesmann: Dietrich
- Florian Kühne: Thomas
- Gottfried Kramer: Seitz
- Joachim Wolff: Pfeffer
- Adolf Hansen: Kümmel
- Hartwig Sievers: Krischkeit, sen.
- Siegfried Wald: Krischkeit, jun.
- Erwin Laurenz: Bauer W.
- Joachim Richert: Junger Mann
- Reent Reins: Junger Mann
- Elisa Popp: Prehoda

- Regie: Fritz Schröder-Jahn

## Bedeutung
Das Werk erhielt den mit 5000 DM dotierten zweiten Preis des Ausschreibens. Reclams Hörspielführer (1969) berücksichtigt Kühners Pastorale 67 neben seinem Frühwerk Die Übungspatrone (o. J.) mit einem Werkartikel. Auch Autoren- und Literaturlexika führen das Hörspiel im Zusammenhang mit Kühner meist auf.